# Хуманистичка психологија
Хуманистичка психологија је савремени психолошки правац. Представља трећу водећу силу у психологији поред бихевиоризма и психоанализе. Настао је у Сједињеним Америчким Државама као реакција на бихевиоризам и психоанализу. Амбиција хуманистичке психологије је да пружи лепши поглед на људску природу. Ова школа психологије обједињује учења психолога као што су, Абрахам Маслов, Роџерс, Гордон Олпорт, Меј и бројни други.
Присталице теорије истичу да хуманистичка психологија даје нову парадигму у психологији, умјесто "психологије богаља", они нуде психологију зреле здраве личности, наглашавајући човјекову свјесност, креативност, алтруизам, рационалност. За средиште хуманистичке психологије узима се конкретна јединствена личност. Хуманисти наглашавају важност суштинских људских проблема као што су: самоактуализација, вриједности, имагинацију, идентитет и друго.
Хуманистичка психологија има за циљ да помогне клијенту да стекне уверење да су сви људи инхерентно добри. Она усваја холистички приступ људском постојању и посебну пажњу посвећује феноменима као што су креативност, слободна воља и позитивни људски потенцијал. Она подстиче да посматрамо себе као „целу особу“ већу од збира наших делова и подстиче самоистраживање, а не проучавање понашања других људи. Хуманистичка психологија признаје духовну тежњу као саставни део психе. Повезана је са новонасталом области трансперсоналне психологије.

## Критике
Критичари најчешће замјерају хуманистичкој психологији, да често мјешају жеље и реалност, да имају утопијску слику о томе какав би човјек по њима требало да буде. Замјерају се и хуманистички идеографски методи, критичари сматрају да су они необјективни. 

## Порекло
Један од раних извора хуманистичке психологије био је рад Карла Роџерса, који је био под јаким утицајем Ота Ранка, који је раскинуо са Фројдом средином 1920-их. Роџерсов фокус је био да осигура да развојни процеси доведу до здравијег, ако не и креативнијег функционисања личности. Термин „склоност актуелизацији“ је такође сковао Роџерс, и био је концепт који је на крају навео Абрахама Маслова да проучава самоактуализацију као једну од потреба људи. Роџерс и Маслов су увели ову позитивну, хуманистичку психологију као одговор на оно што су сматрали претерано песимистичким погледом на психоанализу.

### Концептуално порекло
Док порекло хуманистичке психологије датира из раних 1960-их, порекло хуманизма датира из класичних цивилизација Кине, Грчке и Рима, чије су вредности обновљене у европској ренесанси. Савремени хуманистички приступ има своје корене у феноменолошкој и егзистенцијалистичкој мисли (видети Кјеркегор, Ниче, Хајдегер, Мерло-Понти и Сартр). Источна филозофија и психологија такође играју централну улогу у хуманистичкој психологији, као и јудео-хришћанске филозофије персонализма, пошто свака од њих дели сличне бриге о природи људског постојања и свести.
Како је бихејвиоризам израстао из рада Ивана Павлова са условљеним рефлексом, и поставио темеље академској психологији у Сједињеним Државама повезану са именима Џона Б. Вотсона и Б. Ф. Скинера; Абрахам Маслов је бихевиоризму дао назив „прва сила“, сила која је систематски искључивала субјективне податке свести и многе информације које се односе на сложеност људске личности и њен развој. Теорија понашања је наставила да се развија како би објаснила једноставно и сложено људско понашање кроз теоретичаре као што су Артур Статс, Стефан Хајес, и други пост-скинеровски истраживачи. Клиничка анализа понашања и даље се широко користи у третманима анксиозних поремећаја, поремећаја расположења, па чак и поремећаја личности.
„Друга сила“ је настала из фројдовске психоанализе, коју су сачинили психолози попут Алфреда Адлера, Ерика Ериксона, Карла Јунга, Ериха Фрома, Карен Хорни, Мелани Клајн, Хари Стака Саливана и самог Зигмунда Фројда. Маслов је тада нагласио неопходност „треће силе“ (иако није користио тај термин), рекавши да „као да нам је Фројд пружио болесну половину психологије и да је сада морамо попунити здравом половином“, као критички осврт на хладан и дистанциран приступ психоанализе и њеног детерминистичког начина гледања на људско биће.
Перспектива хуманистичке психологије је сажета са пет основних принципа или постулата хуманистичке психологије који су први пут артикулисани у чланку који је написао Џејмс Бугентал 1964. и адаптирао Том Грининг, психолог и дугогодишњи уредник часописа Journal of Humanistic Psychology.
Док је хуманистичка психологија посебна подела у оквиру Америчког психолошког удружења (Одељење 32), хуманистичка психологија није толико дисциплина унутар психологије колико перспектива људског стања која даје информације о психолошким истраживањима и пракси.

### Практично порекло
Други светски рат је створио практичне притиске на војне психологе, они су имали више пацијената за преглед и бригу него што су им време или ресурси дозвољавали. Порекло групне терапије је овде. Прогресија књига Ерика Берна показује ову транзицију из онога што бисмо могли назвати прагматичном психологијом Другог светског рата у његову каснију иновацију, трансакциону анализу, један од најутицајнијих облика хуманистичке популарне психологије каснијих 1960-их-1970. Иако се трансакциона анализа сматрала јединственом методологијом, доведена је у питање након Бернове смрти.